# Bob Ezrin
Bob Ezrin (Toronto, 25 de março de 1949)é um músico e produtor musical canadense.
É descrito como tendo uma personalidade intensa e como sendo o "Francis Ford Coppola" da produção de discos. O seu estilo tem a tendência para empregar técnicas orquestrais da música clássica.

## Carreira
Ezrin atingiu a fama ao produzir o álbum Love it to Death, terceiro disco de Alice Cooper, em 1971. De 1971 até 1977, fez uma produção por ano para o roqueiro e ainda comandou outros LPs de Alice depois disso. Alice chama Ezrin de “meu George Martin”.
Com o Kiss, produziu os álbuns Destroyer (1976), Music From The Elder (1981) e Revenge (1992). Em Destroyer, maior sucesso comercial da carreira do Kiss, Bob ficou um tanto chocado com a falta de técnica do Kiss e providenciou até lições de teoria musical para os quatro.
Em 1979, produziu um dos mais importantes álbuns da história da música, o The Wall do Pink Floyd. Ezrin diz ter praticamente obrigado Roger Waters a escrever a letra para uma melodia de David Gilmour que viraria “Comfortably numb”. Bob é creditado por ter sido a força que controlou o Pink Floyd no momento.
Trabalhou também com Lou Reed, Deep Purple, Nine Inch Nails, Peter Gabriel, Jane's Addiction e 30 Seconds to Mars.
Nos anos 90, ajudou a fundar uma companhia de software chamada 7th Level, que editou um CD Rom dos Monty Python.

Ezrin entrou na Canadian Music Hall of Fame durante os Juno Awards em abril de 2004.